# Бялото братство: възраждане
„Бялото братство: възраждане“ е български документален филм от 1990 г. по сценарий и режисура на Боян Папазов.
Представя езотеричното християнско учение Всемирно бяло братство (познато още като Дъновизъм по създателя му Петър Дънов) в България, включително молитви и танца паневритмия на дъновистите, изпълняван край езерото Бъбрека от Седемте рилски езера.
В сцените на филма участват последователи на дъновизма.